# ساو بنتينو
ساو بنتينو بلدية في ولاية بارايبا في المنطقة الشمالية الشرقية من البرازيل.